# Anápolis
Anápolis è un comune del Brasile nello Stato del Goiás, parte della mesoregione del Centro Goiano e della microregione di Anápolis.

## Storia
Nata agli inizi del XIX secolo col nome di Santana de Goiás si è poi sviluppata fino a diventare, oggi, la capitale economica dello Stato del Goiás.

## Società

### Religione
La maggioranza della popolazione è di religione cattolica e la città è sede di diocesi, eretta l'11 ottobre 1966.

## Economia
Capitale economica dello Stato del Goiás, Anápolis si trova al centro di una pianura molto fertile è un importante centro agricolo e un polo per l'industria farmaceutica.